# Tromboflebite
Con il termine tromboflebite ci si riferisce alla infiammazione di una o più vene associata a trombosi.
In alcuni casi si utilizza più semplicemente il termine flebite, sebbene non sia un sinonimo.
Tutti i distretti venosi possono essere colpiti. Il 90% dei casi è rappresentato da tromboflebite delle vene profonde degli arti inferiori .
Meno frequentemente le flebiti possono coinvolgere gli arti superiori. In questo caso la causa predominante è rappresentata dai microtraumatismi indotti dalle iniezioni.

## Eziologia
Con grande frequenza la tromboflebite è conseguente ad un intervento chirurgico ma a volte può risultare difficile stabilirne le cause, sovente connesse alla presenza di varicosi.
La tromboflebite è quasi invariabilmente legata alla presenza di un trombo nella vena. 
I fattori di rischio includono:
- Prolungata posizione seduta
- Disordini legati alla coagulazione del sangue.

Disturbi specifici associati con la tromboflebite comprendono la tromboflebite superficiale (colpisce le vene vicino alla superficie della pelle) e la trombosi venosa profonda (interessa le vene profonde e più grandi). La tromboflebite migrante può essere una manifestazione non-metastatica di una neoplasia, come ad esempio il carcinoma pancreatico (segno di Trousseau di malignità).

## Segni e sintomi
I sintomi consistono spesso in:

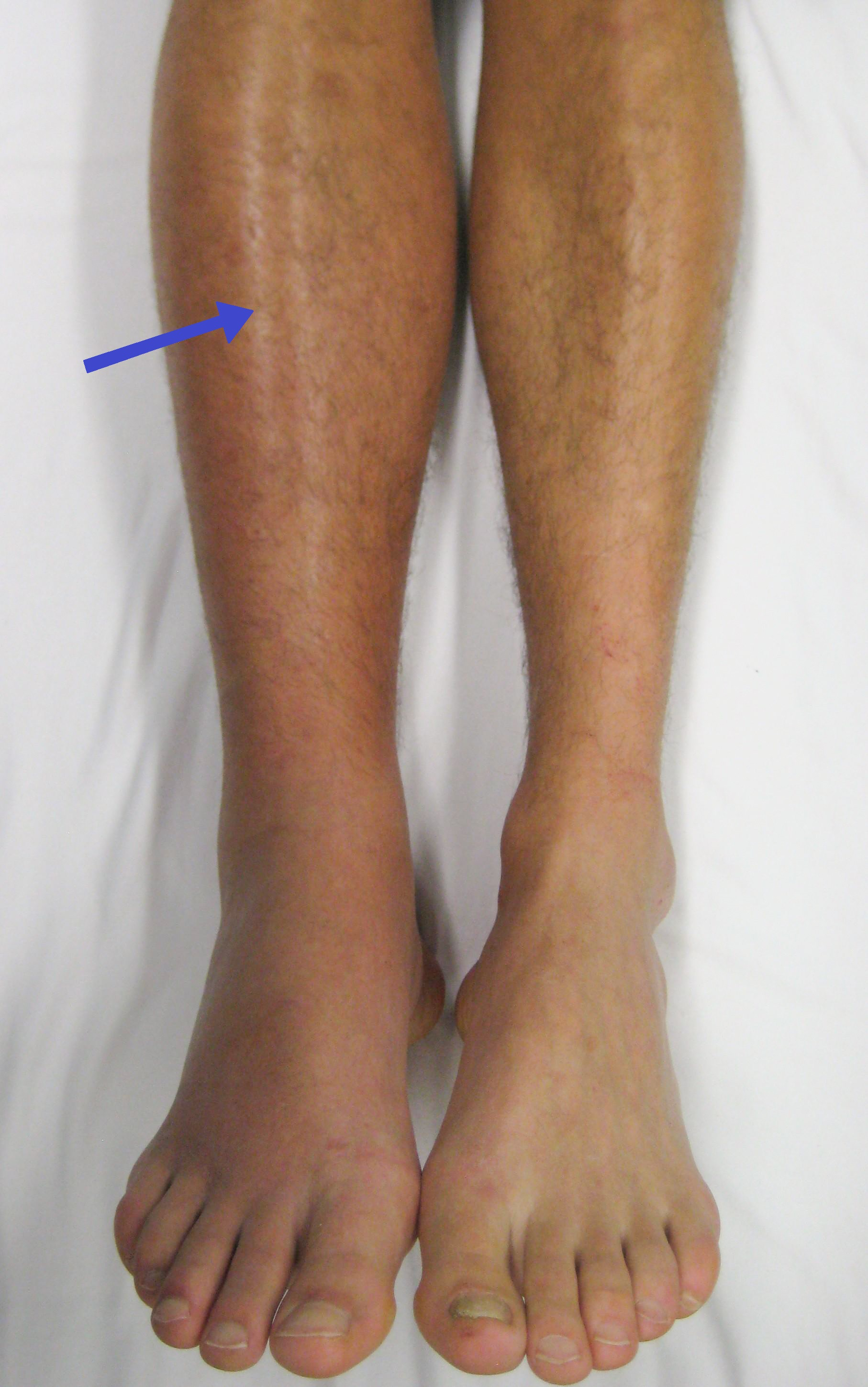
Trombosi venosa della gamba destra. Si noti il gonfiore e l'arrossamento.

- Rigonfiamento (edema) dell'arto interessato, in particolare di caviglia e piede.
- Arrossamento della cute ed innalzamento della temperatura del derma circostante.
- Dolore e sensazione di sofferenza nel segmento corporeo colpito.[2]

## Prevenzione
Cambiare di routine la posizione dell'ago o del catetere di una linea infusiva e.v. aiuta a prevenire le flebiti correlate a questo tipo di eziologia.  Per altre forme di misure preventive si vedano gli specifici disturbi associati con la tromboflebite.

## Trattamento
In generale, il trattamento può includere i seguenti presidi:
- Farmaci
  - Analgesici per via orale, per il controllo del dolore
  - Anticoagulanti. Molto frequentemente si ricorre ad un trattamento anticoagulante sistemico con eparina sodica. Per evitare che il coagulo progredisca, l'eparina deve essere somministrata a dosaggi sufficienti da inibire la coagulazione. L'efficacia del trattamento anticoagulante può essere determinata dal monitoraggio del tempo di tromboplastina parziale (PTT).
  - Trombolitici facilitano lo scioglimento di un coagulo esistente, ad esempio rt-PA ed altre sostanze della stessa classe per via endovenosa.
  - Farmaci anti-infiammatori (FANS) come l'ibuprofene ed altri per ridurre l'infiammazone ed il dolore.
  - Antibiotici (ovviamente se in concomitanza di un processo infettivo) a seconda dell'agente eziologico.
  - Pomate o gel con antinfiammatori e anticoagulanti (es.glicosaminoglicanopolisolfato)
  - Calze elastiche e bendaggi per ridurre il disagio

Al paziente può essere consigliato di effettuare le seguenti operazioni:
- Elevare la zona colpita per ridurre il gonfiore.
- Mantenere una compressione sulle zone circostanti l'area interessata per ridurre il dolore e diminuire il rischio di ulteriori danni.
- Applicare impacchi caldo-umidi per ridurre l'infiammazione e il dolore.

Interventi chirurgici di rimozione o stripping (asportazione per strappamento) sono raramente necessari, ma possono essere indicati in alcune situazioni.
Non tutte le tromboflebiti superficiali sono benigne

## Prognosi
La tromboflebite delle vene superficiali è una patologia ad evoluzione benigna e che tende a rispondere in modo soddisfacente alle terapie mediche prescritte. Diverso il discorso quando il processo interessa le vene profonde. In questo caso comunque un 30% dei pazienti va incontro a risoluzione spontanea. In un ulteriore 50% il processo tende a mantenersi localizzato nella sede iniziale di insorgenza. Purtroppo il restante 20% dei pazienti se non è sottoposta ad adeguata terapia con eparina mostrerà una propagazione del coagulo con rischio elevato di complicanze maggiori (tromboembolia polmonare).